# Antoni na Skrzynnie Dunin
Antoni na Skrzynnie Dunin herbu Łabędź –  regent kancelarii wielkiej litewskiej, horodniczy witebski, starosta retowski i zahorański w 1735 roku.
W 1735 roku jako konsyliarz konfederacji generalnej Wielkiego Księstwa Litewskiego podpisał uchwałę Rady Generalnej konfederacji warszawskiej.